# Schorssteeltjesfamilie
De schorssteeltjesfamilie (Coniocybaceae) is een familie van korstmossen uit de orde Coniocybales. Het typegeslacht is Coniocybe.

## Kenmerken
De schorssteeltjesfamilie omvat korstmossen met groene algen uit de geslachten Dictyochloropsis, Stichococcus, Trentepohlia of met de fotobiont Trebouxioid. Velen zijn onopvallend, maar sommige soorten zijn fel gekleurd. De vruchtlichamen, de apotheciën, zijn gesteeld en vormen een bolvormige tot bijna kegelvormige kop, waardoor het vruchtlichaam het aanzien van een speld krijgen. Het excipulum is zwak tot goed ontwikkeld, gevormd als overgang tussen het stengelweefsel. Een macaedium, de poederachtige massa van sporen, hyfen en parafysen, is altijd aanwezig. 
De sporen zijn eenvoudig, bolvormig tot ellipsvormig en bleek tot bruin. Ze zijn meestal ongesepteerd (zelden met 1-5). Ze zijn glad of met een wrattig of gebarsten ornament. Atranorine, baeomycesinezuur en squamatinezuur komen bij sommige soorten voor.

## Geslachten
De familie bevat de volgende geslachten:
- Chaenotheca
- Coniocybe
- Sclerophora